# Dananemertes saemundssoni
Dananemertes saemundssoni är en djurart som tillhör fylumet slemmaskar, och som beskrevs av Friedrich 1957. Dananemertes saemundssoni ingår i släktet Dananemertes och familjen Amphiporidae. Inga underarter finns listade i Catalogue of Life.